# Вільна економічна зона «Крим»
Вільна економічна зона «Крим» (ВЕЗ «Крим») — вільна економічна зона, створена на окупованій частині території України (Автономна Республіка Крим і місто Севастополь) згідно з Законом України «Про створення вільної економічної зони „Крим“ та про особливості здійснення економічної діяльності на тимчасово окупованій території України» від 12 серпня 2014 р. № 1636-VII. Розпочала діяти 27 вересня 2014 року.
ВЕЗ «Крим» запроваджувалася на десять повних календарних років, проте скасована достроково — з 21 листопада 2021 року.

## Законодавчі положення
У межах ВЕЗ «Крим» створюється вільна митна зона, яка за своїм функціональним типом є одночасно вільною митною зоною комерційного, сервісного та промислового типу.
Також Законом створено Керуючу компанію ВЕЗ «Крим», що є органом господарського розвитку та управління ВЕЗ «Крим», є юридичною особою і перебуває у державній власності.
На території ВЕЗ «Крим» не справляються загальнодержавні податки та збори та збір на обов'язкове державне пенсійне страхування.
Будь-які доходи, одержані резидентами ВЕЗ «Крим» на цій території, підлягають оподаткуванню як іноземні доходи.
На території ВЕЗ «Крим» може застосовуватися мультивалютний режим, за яким в оплату приймається як гривня, так і валюти іноземних країн, включені до 1-2 груп Класифікатора іноземних валют та банківських металів НБУ.

## Сприйняття суспільством
Проти прийняття Закону про ВЕЗ «Крим» від початку виступали громадські організації.
Правовий режим ВЕЗ спричинився до масового безмитного ввезення товарів та електроенергетики на окуповану територію та — через неї — до Росії. Це поєдналося з широким поширенням контрабанди та корупції на пунктах пропуску на півострів. Міністр економіки України заявив, що «вільна економічна зона в Криму неефективна через корупцію».
За визначенням журналіста Павла Казаріна,
|  | Єдина мета цього документа — дозволити українським олігархам працювати в Криму, уникаючи виниклих юридичних перепон (у багатьох із них лишилися на півострові торгово-роздрібні мережі і заводи). Завдяки СЕЗ вони змогли безмитно ввозити товари до Криму, продавати їх там, а податки платити в кримський російський бюджет. Чорна діра з сумарним товарообігом до одного мільярда доларів на рік. Оригінальний текст (рос.) Единственная цель этого документа – позволить украинским олигархам работать в Крыму в обход появивишихся юридических препон (у многих из них остались на полуострове торгово-розничные сети и заводы). Благодаря СЭЗ они смогли беспошлинно ввозить товары в Крым, продавать их там, а налоги платить в крымский российский бюджет. Черная дыра с суммарным товарооборотом до одного миллиарда долларов в год. |

|  | Тому хімічні заводи українського олігарха Дмитра Фірташа, портові активи Ріната Ахметова, аграрні володіння Юрія Косюка, будівельні супермаркети сім'ї Герег і інші великі рітейлери продовжили працювати на півострові і платити податки окупантам. Сотні компаній з вільної території України везли до Криму товари, допомагаючи Володимиру Путіну забезпечувати військову базу і колоністів. Оригінальний текст (рос.) Поэтому химические заводы украинского олигарха Дмитрия Фирташа, портовые активы Рината Ахметова, аграрные владения Юрия Косюка, строительные супермаркеты семьи Герег и другие крупные ритейлеры продолжили работать на полуострове и платить налоги оккупантам. Сотни компаний из свободной территории Украины везли в Крым товары, помогая Владимиру Путину обеспечивать военную базу и колонистов. |

## Скасування
20 вересня 2015 кримські татари та інші проукраїнські активісти розпочали безстрокову громадянську акцію блокади Криму. Серед їх вимог — скасування Закону про ВЕЗ «Крим».
За скасування Закону про ВЕЗ «Крим» виступали Міністерство з питань тимчасово окупованих територій та внутрішньо переміщених осіб, Міністерство закордонних справ, кримські татари та окремі народні депутати.
Комітет Верховної Ради рекомендував включити в Закон про реінтеграцію Донбасу від 18 січня 2018 року положення про скасування Закону про ВЕЗ «Крим». Проте ці рекомендації не були враховані в остаточній редакції закону. 9 лютого 2019 року в Комітеті ВРУ з питань податкової та митної політики відбулося засідання робочої групи по ВЕЗ «Крим».
Невдовзі після запровадження санкцій РНБО проти олігарха Дмитра Фірташа, що володіє потужними активами в Криму, парламент прийняв закон, що скасовує ВЕЗ «Крим». Закон набрав чинності з 21 листопада 2021 року.
За повідомленням Представництва Президента України в АРК, скасування ВЕЗ «Крим» має наслідками:
- припинення роботи митних постів на КПВВ «Чонгар» та «Каланчак»;
- відновлення статус резидентів України для мешканців Криму;
- суттєве спрощення порядку перевезення особистих речей через адміністративну межу;
- вирішення спадкових питань громадян.

| «Адміністративна межа не буде носити характер перетину різних економічних просторів… Усі крупні українські бенефіціари, які мають в Криму активи, будуть поза законом»[18]. |